# Карлос Чавес
Карлос Антонио Де Падуа Чавес и Рамирес (на испански: Carlos Antonio de Padua Chávez y Ramírez) е мексикански композитор, диригент, преподавател, журналист и основател на Националния мексикански симфоничен оркестър. Музикалното творчество на Карлос Чавес е силно повлияно от традиционната културата на Мексико. Втората от неговите симфонии, наречена „Индианска симфония“, е вероятно най-известната му музикална творба. В нея композиторът използва перкусионни инструменти на племето Яки.